# وین ین
وین ین (به لاتین: Vĩnh Yên) یک شهر در ویتنام است که در استان وین فوک واقع شده‌است.

## خصوصیات
وین ین ۵۰٫۸۷ کیلومترمربع مساحت و ۷۶٬۶۵۰ نفر جمعیت دارد.